# Pico Smillie
El Pico Smillie (en inglés: Smillie Peak) es un pico de 1765 m s. n. m. ubicado a unos 1,6 kilómetros al este del monte Corneliussen en el extremo oeste de la cordillera de San Telmo en Georgia del Sur, un territorio ubicado en el océano Atlántico Sur, cuya soberanía está en disputa entre el Reino Unido el cual las administra como «Territorio Británico de Ultramar de las islas Georgias del Sur y Sandwich del Sur», y la República Argentina que las integra al Departamento Islas del Atlántico Sur, dentro de la Provincia de Tierra del Fuego, Antártida e Islas del Atlántico Sur. Fue encuestado por la South Georgia Survey (SGS) entre 1951 y 1952, y nombrado por el Comité Antártico de Lugares Geográficos del Reino Unido (UK-APC) por Gordon Smillie, topógrafo del SGS.